# ویکتور بونیفیس
ویکتور بونیفیس (انگلیسی: Victor Boniface؛ زادهٔ ۲۳ دسامبر ۲۰۰۰) بازیکن فوتبال اهل نیجریه است.
از باشگاه‌هایی که در آن بازی کرده‌است می‌توان به باشگاه فوتبال بوده/گلیمت و باشگاه فوتبال یونیون سنت ژیل اشاره کرد.
وی همچنین در تیم ملی فوتبال تیم ملی فوتبال زیر ۲۰ سال نیجریه بازی کرده‌است.